# Een overtollig mens
 Een overtollig mens  (volledige titel: Een overtollig mens en andere verhalen) is het boekenweekgeschenk van 1988, geschreven door J.M.A. Biesheuvel. Het kwam uit in maart 1988, op de eerste dag van de Boekenweek, die dat jaar als motto hanteerde "Nederland-Vlaanderen". De auteur beperkt zich tot het schrijven van een vijftal licht tot zwaar absurdistische Nederlandse verhalen, zonder in Vlaanderen te geraken. De eerste vier verhalen zijn ronduit zwaarmoedig, het laatste verhaal verhaalt van een blijmoedige Biesheuvel, die blij is te zijn.

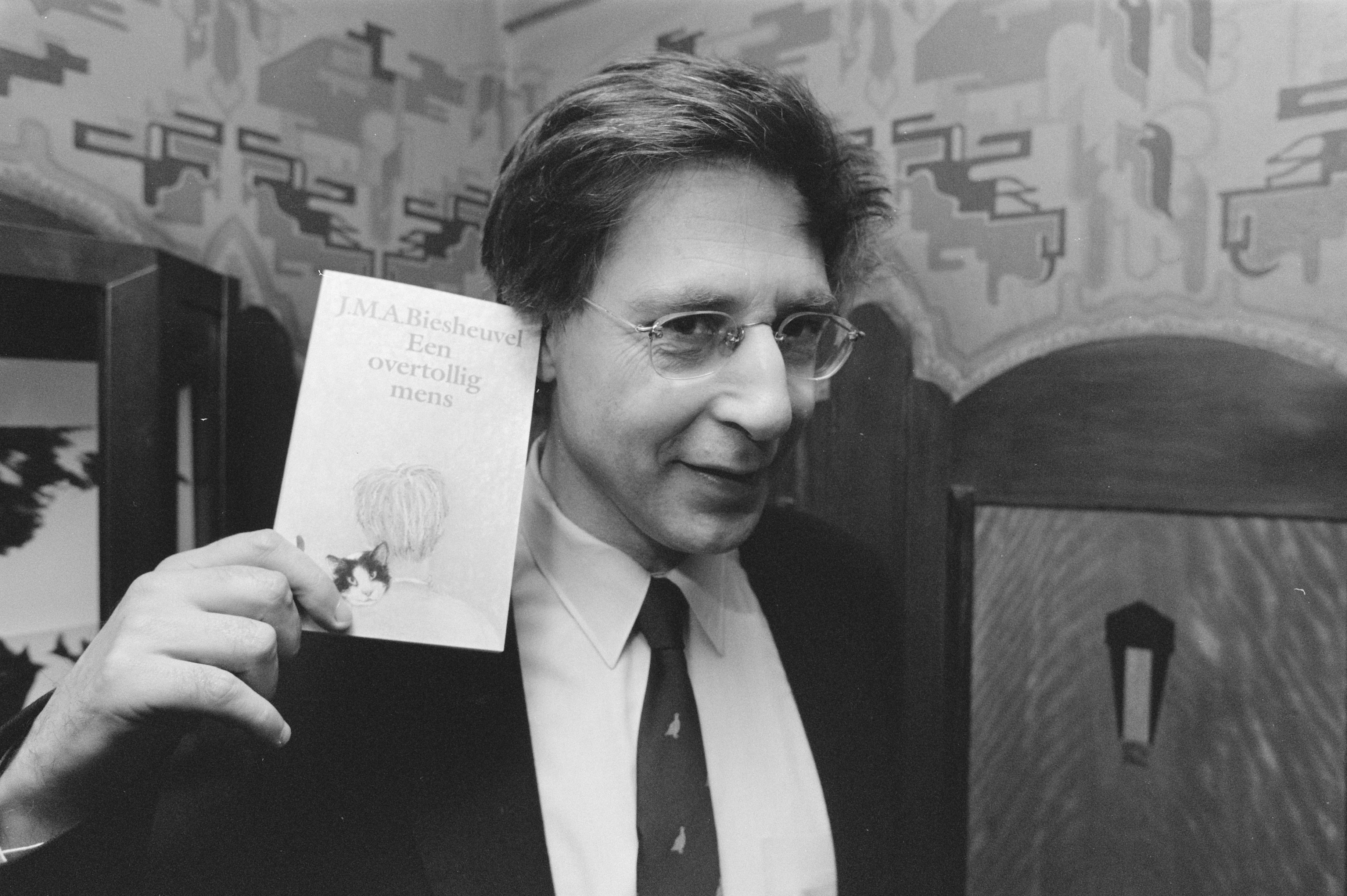
Maarten Biesheuvel met Een overtollig mens

## Samenvatting
Een overtollig mens
Johan Knipperling is onderzoeker in een ziekenhuis en onderzoekt en lijdt zelf aan de ziekte van Bechterev. Hij is zwaar contactgestoord en het titelverhaal beslaat grotendeels een liefdesbrief aan een meisje Irma, dat hij een moment heeft gadegeslagen. Ook deze 34e liefdesbrief verstuurt hij niet. Tijdens zijn leven probeert hij tevergeefs een proefschrift over zijn ziekte te schrijven. Van zijn salaris gaat 75% op aan eten voor zwerfkatten. Na zijn dood wordt zijn skelet ter beschikking van de wetenschap gesteld. De zwerfkatten krijgen zijn vlees als afscheidsmaal.
Een Job van onze tijd
Hans Feinstich is in gedachten hopeloos verliefd op een onbekende Hilde. Wanneer hij de ganzenhoedster uiteindelijk ontmoet, is zij bevallig als in zijn dromen maar de dochter van een heks. Deze aanstaande schoonmoeder geeft hem een onmogelijke opdracht op Hilde te gewinnen. In tegenstelling tot het Bijbelverhaal loopt het met Hans slecht af en rest de lezer een ontspoord sprookje.
De lezing
De burgemeester van een provincieplaats probeert de bloemetjes buiten te zetten in Parijs. Meelfabrikant Glasbeker zwoegt op een lezing voor de herensociëteit van hetzelfde stadje, maar raakt niet tot een pakkend verhaal. Hij besluit een buikdanseres in zijn plaats te laten optreden. Tijdens het optreden genieten de heren maar een dag later wordt Glasbeker door de burgemeester geroyeerd.
De klok
Twee mannen vertellen Maastrichtse verhalen van 1860, toen de gouverneur van Limburg nog veel meer macht had. Hij verstoort op vileine wijze een Romeo&Julia sprookje tussen twee geliefden onder zijn personeel. Vervolgens laat hij een klok repareren met de verkeerde gewichten eraan. De joodse klokkenmaker werkt er drie maanden aan en als de klok niet gerepareerd lijkt te willen worden, pleegt hij zelfmoord. Terug op het gouvernementsgebouw worden de gewichten gewisseld en na ampel beraad wordt de weduwe alsnog betaald.
Hoe bestaat het!
Biesheuvel beschrijft onder eigen naam een prachtige natuurwandeling met een leeuwerik hoog in de lucht in het Engelse landschap. Terug in Nederland besluit hij met de woorden:
“Ik ben! Hoe bestaat het?”